# Stemmadenia
Stemmadenia  es un género de planta con flor de la familia de las Apocynaceae. Es originario de Centroamérica y Sudamérica.

## Descripción
Son arbustos o árboles con látex lechoso y ramificación bifurcada. Hojas opuestas, eglandulares, membranáceas a cartáceas. Inflorescencia cimosa con pocas flores amarillas o blancas; sépalos generalmente foliáceos y muy desiguales; corola más o menos infundibuliforme a tubular-campanulada o hipocrateriforme; anteras no aglutinadas a la cabeza del estilo; ovario apocárpico. Fruto de 2 folículos cortos, carnosos, dehiscentes; semillas numerosas, con arilo anaranjado conspicuo.

## Taxonomía
El género  fue descrito por George Bentham y publicado en The Botany of the Voyage of H.M.S. Sulphur 124. 1844[1845]. La especie tipo es: Stemmadenia glabra Benth. 

## Especies
- Stemmadenia donnell-smithii (Rose ex Donn. Sm.) Woodson
- Stemmadenia grandiflora (Jacq.) Miers
- Stemmadenia obovata (Hook. & Arn.) K.Schum.
- Stemmadenia pauli, Leeuwenberg
- Stemmadenia tomentosa, Greenm.